# Jan III (książę Brabancji)
Jan III (ur. w 1300, zm. 5 grudnia 1355 w Brukseli) – książę Brabancji i Limburgii od 1312 z dynastii z Louvain.

## Życie
Jan był synem księcia Brabancji i Limburgii Jana II Pokojowego oraz Małgorzaty z rodu Plantagenetów, córki króla Anglii Edwarda I Długonogiego. Z uwagi na niepełnoletniość w chwili śmierci ojca w 1312, rządy sprawowali regenci. Po objęciu przez Jana samodzielnych rządów w księstwie, swoim poddanym nadał przywileje w zamian za spłatę długów księstwa powstałych za panowania jego ojca i dziadka (z czasem przekształcone w Joyeuse Entrée). 
Toczył liczne spory z innymi władcami z Niderlandów, zwykle zwycięskie (m.in. pokonał w 1330 panów z Valkenburga). Z czasem powstała przeciwko niemu szeroka koalicja, w skład której wchodzili oprócz okolicznych hrabiów także król Francji Filip VI, król Czech Jan Luksemburski, arcybiskup Kolonii. Powodem sporu był brak zgody Jana na sprzedaż Mechelen przez biskupa Liège hrabiom Flandrii. Jan zdołał jednak za pośrednictwem Wilhelma I z Hainaut (teścia córki Jana) porozumieć się i zawrzeć sojusz z królem francuskim, a jego syn i planowany dziedzic Jan poślubił córkę królewską Marię. 
Co prawda w toku wojny stuletniej i sporu o koronę francuską Jan wsparł stronnictwo angielskie Edwarda III Plantageneta,  jednak z czasem powrócił na stronę króla Francji. Za pośrednictwem Filipa VI zażegnał też spory z Luksemburgami i stał się ich sprzymierzeńcem: efektem tego sojuszu był przywilej przyznany w 1348 przez cesarza Karola IV Luksemburskiego, nominacja syna Jana Henryka na cesarskiego wikariusza w 1349 i wreszcie w 1354 małżeństwo najstarszej córki Jana (i jego spadkobierczyni, gdyż wszyscy synowie zmarli wcześniej), Joanny, z Wacławem (bratem Karola IV, księciem Luksemburga).

## Rodzina
19 lipca 1311 Jan poślubił Marię (1303–1335), córkę hrabiego Évreux, Ludwika (syna króla Francji, Filipa III Śmiałego i Marii z Burgundii, siostry dziadka Jana). Mieli sześcioro dzieci:
- Joanna (1322–1406), następczyni Jana na tronie książęcym Brabancji i Limburgii, żona hrabiego Holandii i hrabiego Hainaut, Wilhelma II, a następnie księcia Luksemburga, Wacława I
- Małgorzata (1323–1368), żona hrabiego Flandrii, Ludwika II de Male
- Maria (1325–1399), żona księcia Geldrii, Renalda III
- Jan (1327–1335), mąż Marii, córki króla Francji, Filipa VI
- Henryk (?–1349), mąż Joanny, córki króla Francji, Jana II Dobrego
- Gotfryd (?–1352).

Jan miał też liczne dzieci nieślubne.